# 第二二一海軍航空隊
第二二一海軍航空隊（だい221かいぐんこうくうたい）は、日本海軍の部隊の一つ。フィリピン防衛の主力戦闘機隊として、太平洋戦争終盤に戦闘・特別攻撃に従事した。通称「嵐部隊」。

## 沿革
1944年（昭和19年）1月から3月にかけて、海軍は基地航空隊の充実化を目指して、複数の航空隊を相次いで編成し、第一航空艦隊第六十二航空戦隊に編入した。これらの航空隊は、有力な攻撃航空隊として養成すべく、5月5日付で連合艦隊附属に引き抜かれた。6月15日、第二航空艦隊を新たに編成したうえで編入し、「あ号作戦」には投入せずに訓練を重ねた。
- 1944年（昭和19年）1月15日 笠之原飛行場で開隊（定数72）、第一航空艦隊第六十二航空戦隊に編入。
  - 5月5日 六二航戦は連合艦隊に転籍。
  - 6月15日 六二航戦は新編第二航空艦隊に転籍。
  - 7月10日 改編。旧来の二二一空所属機を戦闘308・312・313飛行隊に再編。
第三六一海軍航空隊を解隊、戦闘407飛行隊を編入。
  - 8月中旬 陸軍の節号作戦に呼応、戦闘312飛行隊は台湾新竹飛行場に進出。
  - 10月
    - 10月12日 台湾空襲。戦闘312飛行隊は全力で迎撃。
    - 10月14日 台湾沖航空戦勃発。二二一空全力で台湾に進出。
    - 10月15日 台湾沖航空戦に参加。
    - 10月18日 戦闘308飛行隊の16機、クラーク飛行場進出。
    - 10月19日 戦闘308飛行隊、モロタイ島長駆挺身攻撃に出撃。22日帰還。
    - 10月23日 二二一空、全機アンヘレス飛行場に進出。
    - 10月24日 レイテ沖海戦航空総攻撃に参加。
    - 10月26日 戦闘407飛行隊、タクロバン攻撃に参加。

  - 11月
    - 11月1日 第七〇一海軍航空隊の第二神風特別攻撃隊天兵隊」6機を戦闘第407飛行隊8機で護衛。駆逐艦アブナリー・リード撃沈。
    - 11月2日 第二次多号作戦に戦闘407飛行隊参加。
    - 11月5日 マニラ空襲。戦闘407飛行隊で迎撃。
    - 11月9日 第三神風特別攻撃隊・第二朱雀隊出撃。戦闘407飛行隊爆装零戦・直掩零戦各2機。
    - 11月12日 戦闘308・407飛行隊5機で第二〇一海軍航空隊第三神風特別攻撃隊・第二白虎隊6機を護衛、全機喪失。
    - 11月19日 戦闘308飛行隊2機で二〇一空第三神風特別攻撃隊・高徳隊4機を護衛、全機喪失。
    - 11月25日 第三神風特別攻撃隊・吉野隊／香取隊の彗星2・爆装零戦6を戦闘304飛行隊6機で護衛。航空母艦イントレピッド大破。
    - 11月26日 第三神風特別攻撃隊・右近隊の爆装零戦3機を戦闘304飛行隊2機で護衛。
    - 11月27日 第三神風特別攻撃隊・春日隊の彗星爆2・爆装零戦3を戦闘304飛行隊4機で護衛。
    - 11月30日 二二一空再編。二二一空の308・312飛行隊は残留、313・407飛行隊は第二〇三海軍航空隊に編入。
303（旧二〇三空）・304および315（旧第二五二海軍航空隊）飛行隊を編入。

  - 12月
    - 12月11日 第九次多号作戦に戦闘304飛行隊参加。
    - 12月20日 笠之原より戦闘308飛行隊20機増援。
    - 12月24日 クラーク飛行場に敵機襲来、翌日まで全力で迎撃。
    - 12月25日 対空特攻隊「金鵄隊」を編成。
    - 12月26日 戦闘308飛行隊神風特別攻撃隊・金鵄隊出撃。爆装零戦3機でB-24に突入。
    - 12月27日 金鵄隊爆装零戦3機出撃。B-24突入前に護衛戦闘機により壊滅。
    - 12月下旬 二二一空司令部、ツゲカラオに撤退。
- 1945年（昭和20年）
  - 1月
    - 1月1日 金鵄隊爆装零戦2機出撃。B-24突入前に護衛戦闘機により壊滅。
    - 1月6日 金鵄隊爆装零戦5機出撃。戦果なし。
    - 1月8日 第二航空艦隊解隊、第一航空艦隊に編入され、台湾へ撤退。

  - 2月5日 一航艦再編。新編の第二〇五海軍航空隊要員から漏れた者は第二十六航空戦隊で訓練に従事。
  - 5月8日 一航艦より離脱、台湾駐在のまま南西方面艦隊附属に転籍、陸戦訓練に従事。

終盤の金鵄隊編成まで、二二一空自体は積極的な特攻攻撃を実施せず、護衛に徹している。主力が脆弱な52型零戦であり、爆装がまがりなりにも可能であった21型零戦の保有率が極端に少なかったためである。航空総攻撃の大失敗を受けて、特攻を拒絶していた福留繁二航艦長官も特攻作戦を実施するようになったが、二二一空の特攻部隊編入は拒絶を貫いた。一方、二二一空の消耗も蓄積し、台湾撤退後は他の一航艦所属部隊と同様に、再編の目処が立たないまま終戦まで陸戦訓練に明け暮れた。

## 主力機種
- 零式艦上戦闘機…主に52型。ごくまれに21型。

## 歴代司令
- 姫野一郎 少佐：昭和19年1月15日 -
- 斎藤正久 大佐：昭和19年7月10日 -
- 八木勝利 中佐：昭和19年11月15日 -
- 佐伯忠雄 少佐：昭和20年2月5日 - 終戦後解隊